# Supercupa României
De Supercupa României is een supercupwedstrijd in Roemenië die voorgaand aan de competitie gehouden wordt tussen de kampioen van de Liga 1 en de winnaar van de FRF Cup.
Het Lia Manoliustadion was de vaste speelplaats voor de wedstrijd. Dit stadion werd echter in 2008 gesloopt en sindsdien wordt er tussen de deelnemers geloot in wiens stadion gespeeld wordt. Tot 2010 werd de supercup automatisch toegewezen als een club zowel kampioen geworden was als de beker gewonnen had. Sindsdien wordt de wedstrijd wel gespeeld maar dan met de nummer twee van de Liga 1 als tegenstander. Het stadion van de kampioen is dan wel de aangewezen locatie. Er werd voor het eerst om de Supercupa României gespeeld in 1994. Enkele jaren kreeg de wedstrijd een sponsortoevoeging in de naam.

## Wedstrijden
| Jaar | Kampioen                       | Resultaat                      | Bekerwinnaar/nr. 2 Liga I      | Locatie                                      |
| ---- | ------------------------------ | ------------------------------ | ------------------------------ | -------------------------------------------- |
| 1994 | Steaua Boekarest               | 0 – 0 1 – 0 na verlenging      | Gloria Bistrița                | Lia Manoliustadion, Boekarest                |
| 1995 | Steaua Boekarest               | 2 – 0                          | Petrolul Ploiești              | Regiestadion, Boekarest                      |
| 1996 | Steaua Boekarest won de dubbel | Steaua Boekarest won de dubbel | Steaua Boekarest won de dubbel | Steaua Boekarest won de dubbel               |
| 1997 | Steaua Boekarest won de dubbel | Steaua Boekarest won de dubbel | Steaua Boekarest won de dubbel | Steaua Boekarest won de dubbel               |
| 1998 | Steaua Boekarest               | 4 – 0                          | Rapid Boekarest                | Lia Manoliustadion, Boekarest                |
| 1999 | Rapid Boekarest                | 5 – 0                          | Steaua Boekarest               | Lia Manoliustadion, Boekarest                |
| 2000 | Dinamo Boekarest won de dubbel | Dinamo Boekarest won de dubbel | Dinamo Boekarest won de dubbel | Dinamo Boekarest won de dubbel               |
| 2001 | Steaua Boekarest               | 2 – 1                          | Dinamo Boekarest               | Lia Manoliustadion, Boekarest                |
| 2002 | Dinamo Boekarest               | 1 – 2                          | Rapid Boekarest                | Lia Manoliustadion, Boekarest                |
| 2003 | Rapid Boekarest                | 0 – 0 1 – 0 na verlenging      | Dinamo Boekarest               | Lia Manoliustadion, Boekarest                |
| 2004 | Dinamo Boekarest won de dubbel | Dinamo Boekarest won de dubbel | Dinamo Boekarest won de dubbel | Dinamo Boekarest won de dubbel               |
| 2005 | Steaua Boekarest               | 2 – 3                          | Dinamo Boekarest               | Cotrocenistadion, Boekarest                  |
| 2006 | Steaua Boekarest               | 1 – 0                          | Rapid Boekarest                | Lia Manoliustadion, Boekarest                |
| 2007 | Dinamo Boekarest               | 1 – 1 6 – 7 na penalty's       | Rapid Boekarest                | Lia Manoliustadion, Boekarest                |
| 2008 | CFR Cluj won de dubbel         | CFR Cluj won de dubbel         | CFR Cluj won de dubbel         | CFR Cluj won de dubbel                       |
| 2009 | Unirea Urziceni                | 1 – 1 3 – 4 na penalty's       | CFR Cluj                       | Giuleștistadion, Boekarest                   |
| 2010 | CFR Cluj                       | 2 – 2 2 – 0 na penalty's       | Unirea Urziceni¹               | Dr. Constantin Rădulescustadion, Cluj-Napoca |
| 2011 | Oțelul Galați                  | 1 – 0                          | Steaua Boekarest               | Stadionul Ceahlăul, Piatra Neamț             |
| 2012 | CFR Cluj                       | 2 – 2 2 – 4 na penalty's       | Dinamo Boekarest               | Arena Națională, Boekarest                   |
| 2013 | Steaua Boekarest               | 3 – 0                          | Petrolul Ploiești              | Arena Națională, Boekarest                   |
| 2014 | Steaua Boekarest               | 1 – 1 3 – 5 na penalty's       | Astra Giurgiu                  | Arena Națională, Boekarest                   |
| 2015 | Steaua Boekarest               | 0 – 1                          | ASA Târgu Mureș¹               | Stadionul Farul, Constanța                   |
| 2016 | Astra Giurgiu                  | 1 – 0                          | CFR Cluj                       | Cluj Arena, Cluj-Napoca                      |
| 2017 | Viitorul Constanța             | 0 – 1                          | FC Voluntari                   | Stadionul Municipal, Botoșani                |
| 2018 | CFR Cluj                       | 1 – 0                          | Universitatea Craiova          | Stadionul Ion Oblemenco, Craiova             |
| 2019 | CFR Cluj                       | 0 – 1                          | Viitorul Constanța             | Ilie Oanăstadion, Ploiești                   |

- ¹ Landskampioen won tevens de beker, deelnemer is nummer twee van de voorgaande competitie.

## Prestaties per club
| Club               | Winnaar | Jaar                               |
| ------------------ | ------- | ---------------------------------- |
| Steaua Boekarest   | 6       | 1994, 1995, 1998, 2001, 2006, 2013 |
| Rapid Boekarest    | 4       | 1999, 2002, 2003, 2007             |
| CFR Cluj           | 3       | 2009, 2010, 2018                   |
| Astra Giurgiu      | 2       | 2014, 2016                         |
| Dinamo Boekarest   | 2       | 2005, 2012                         |
| Oțelul Galați      | 1       | 2011                               |
| ASA Târgu Mureș    | 1       | 2015                               |
| Voluntari          | 1       | 2017                               |
| Viitorul Constanța | 1       | 2019                               |